# Dobriana Rabadżiewa
Dobriana Rabadżiewa (bułg. Добриана Рабаджиева, ur. 14 czerwca 1991 w Godlewie) – bułgarska siatkarka, reprezentantka kraju, grająca na pozycji przyjmującej.
Jej chłopakiem jest belgijski siatkarz Sam Deroo, którego poznała w rosyjskim Kazaniu, gdy dołączyła w styczniu w trakcie sezonu 2022/2023 do Dinama Kazań.

## Przebieg kariery
| 2009/2010 |                        | CSKA Sofia                      |
| 2010/2011 | Spes Volley Conegliano |                                 |
| 2011/2013 | Rabitə Baku            |                                 |
| 2012/2013 | Rabitə Baku            |                                 |
| 2013/2014 | Galatasaray Stambuł    |                                 |
| 2014/2015 | Voléro Zurych          |                                 |
| 2015/2016 | Voléro Zurych          |                                 |
| 2016/2017 | Voléro Zurych          |                                 |
| 2017/2018 | Galatasaray Stambuł    |                                 |
| 2018/2019 | Guangdong Evergrande   |                                 |
| 2018/2019 | od 29.01.2019          | Fenerbahçe Stambuł              |
| 2019/2020 |                        | Guangdong Evergrande            |
| 2019/2020 | od 18.01.2020          | Minas Tênis Clube               |
| 2020/2021 | od 23.12.2020          | Sesi/Vôlei Bauru                |
| 2021/2022 | do 10.01.2022          | THY Stambuł                     |
| 2021/2022 | od 14.01.2022          | Acqua & Sapone Roma Volley Club |
| 2022/2023 |                        | Shandong Rizhao Steel           |
| 2022/2023 | od 23.01.2023          | Dinamo Kazań                    |
| 2023/2024 |                        | Dentil/Praia Clube              |

## Sukcesy klubowe
Liga bułgarska:
- 2010
- 2009

Puchar Bułgarii:
- 2010

Klubowe Mistrzostwa Świata:
- 2011
- 2012
- 2015, 2017

Liga azerska:
- 2012, 2013

Liga Mistrzyń:
- 2013

Superpuchar Szwajcarii:
- 2014, 2015, 2016

Puchar Szwajcarii:
- 2015, 2016, 2017

Liga szwajcarska:
- 2015, 2016, 2017

Liga turecka:
- 2019

Klubowe Mistrzostwa Ameryki Południowej:
- 2020
- 2024[6]

Puchar Brazylii:
- 2024[7]

Liga brazylijska:
- 2024[8]

## Sukcesy reprezentacyjne
Liga Europejska:
- 2010, 2012
- 2011, 2013

## Nagrody indywidualne
- 2012: Najlepsza serwująca Ligi Europejskiej[9]
- 2020: Najlepsza przyjmująca Klubowych Mistrzostw Ameryki Południowej